# Francesco Turrisi
Francesco Turrisi  (* 9. Dezember 1977 in Turin) ist ein italienischer Musiker (Akkordeon, Piano, Fender Rhodes, Zarb, Riq) und Komponist, der in Irland lebt.

## Leben und Wirken
Turrisi studierte ab 1997 Jazzpiano und Alte Musik am Koninklijk Conservatorium Den Haag, wo er den Bachelor und den Master erwarb. Zwischen 2004 und 2007 spielte er Cembalo und Perkussion mit dem Musikensemble L’Arpeggiata, mit dem er auf Musikfestivals in Europa, Türkei, Russland und China auftrat. 2006 zog er nach Dublin, um als Musiker und Musikpädagoge zu arbeiten. Er ist Mitbegründer des Ensembles Tarab, das Musik des Mittelmeerraums mit Jazzimprovisation und traditioneller irischer Musik verbindet (und auf dem Bray Jazz Festival 2011 mit Savina Yannatou aufgetreten ist). 2007 erhielt er ein Stipendium des Arts Council, was zur Produktion des Piano-Trio-Albums Si Dolce e’ il Tormento führte, mit Eigenkompositionen, die von der italienischen Musik des 17. Jahrhunderts beeinflusst sind. Turrisi spielt in den Ensembles Yurodny (mit Gilad Atzmon), eX Early Music Ensemble und  Morisca; außerdem mit Dave Liebman, Jean Toussaint, Furio Di Castri, Gianluigi Trovesi, Gabriele Mirabassi, Maria Pia De Vito, Theodosii Spassov, John Ruocco, The King’s Singers, Véronique Gens, Dominique Visse, Philippe Jaroussky, Vittorio Ghielmi, Lee Santana, Pepe Habichuela, Lucilla Galeazzi, Bijan Chemirani, Zohar Fresco, Pedram Khavar Zamini und Abdullah Chhadeh.

## Diskografische Hinweise
- Odd Set (Diatribe Recordings, 2007)
- Yurodny: Evenset (Diatribe, 2008)
- L’Arpeggiata • Christina Pluhar – Los Impossibles (Naïve, 2009)
- Songs of Experience (Taquin Records, 2013), mit Fulvio Sigurtà, Joao Lobo[2]
- Grigio (Diatribe Records, 2013)
- There Is No Other (mit Rhiannon Giddens, 2019)